# 钦博拉索省
欽博拉索省（西班牙語：Provincia de Chimborazo），是厄瓜多爾中部的一個省。面積5,287平方公里，2001年人口403,632人。首府里奧班巴。
下分十市。得名於該國最高的山欽博拉索山。
1. ↑  Citypopulation.de Population and area of Chimborazo Province
2. ↑  Villalba, Juan. . Scribd.   [2019-02-05] （西班牙语）.